# 生息地分断化

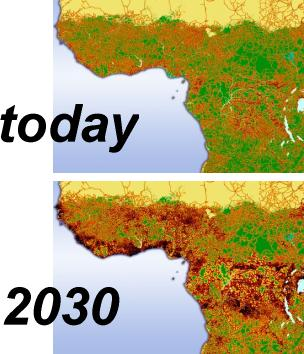
中央アフリカにおける大型類人猿の生息地の分断化と破壊 (GLOBIO, GRASP project より)

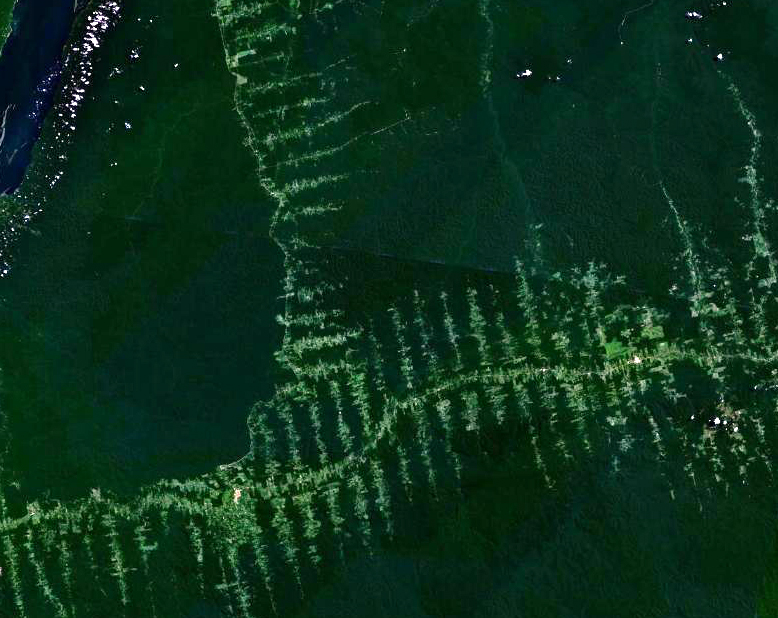
人間の侵入によるアマゾン熱帯雨林の森林破壊と道路の敷設は、生物多様性を脅かす深刻な問題となっている

生息地分断化（せいそくちぶんだんか、habitat fragmentation）は、生物の生息地に分断が生じ、生息地が断片化すること。ゆっくりとした物理的な環境の変化（異所的種分化の原因と考えられている）、あるいは土地の改変などといった人間活動によって起こる。特に人為的な要因で起こった生息地分断化は、急激な環境の変化と個体群の分断を引き起こすため、多くの種の絶滅や個体数の減少につながる。

## 定義
生息地分断化という用語は、以下の4タイプの生息地の変化を表すのに用いられる。
- 生息地の範囲が減少すること
- パッチ状の生息地の数が増加すること
- 生息地の各パッチの大きさが減少すること
- 孤立したパッチ状の生息地が増加すること

これら4つが同時に起こる場合だけではなく、どれか1つ、あるいは2つか3つが組み合わさって起こる場合でも生息地分断化と呼ぶ。

## 自然に起こる分断化
生息地の破壊は、火山の噴火や火事、気候変動などといった自然現象でも起こっていたことが、化石記録から明らかとなっている。例えば、今から約3億年前のユーラメリカ大陸で起こった熱帯雨林の生息地分断化によって、両生類の多様性が著しく減少したが、同時に気候の乾燥化が進んだため、爬虫類の多様性の増大も起こったと考えられている。

## 人為的な分断化
生息地分断化は、例えば農業利用や郊外の土地開発、都市化、水力発電のためのダム建設などといった人間活動によってしばしば発生する。そのような人為的な環境攪乱は、そこに生息する種の存続を危うくしており、そのような生息地の破壊と分断によって絶滅の危機に瀕している生物種の数は年々増加している。また生息地分断化によって遺伝子流動（地域間の遺伝子の移動）が減少することで、種の遺伝的多様性が下がることも指摘されている。